# Dražice (powiat Rymawska Sobota)

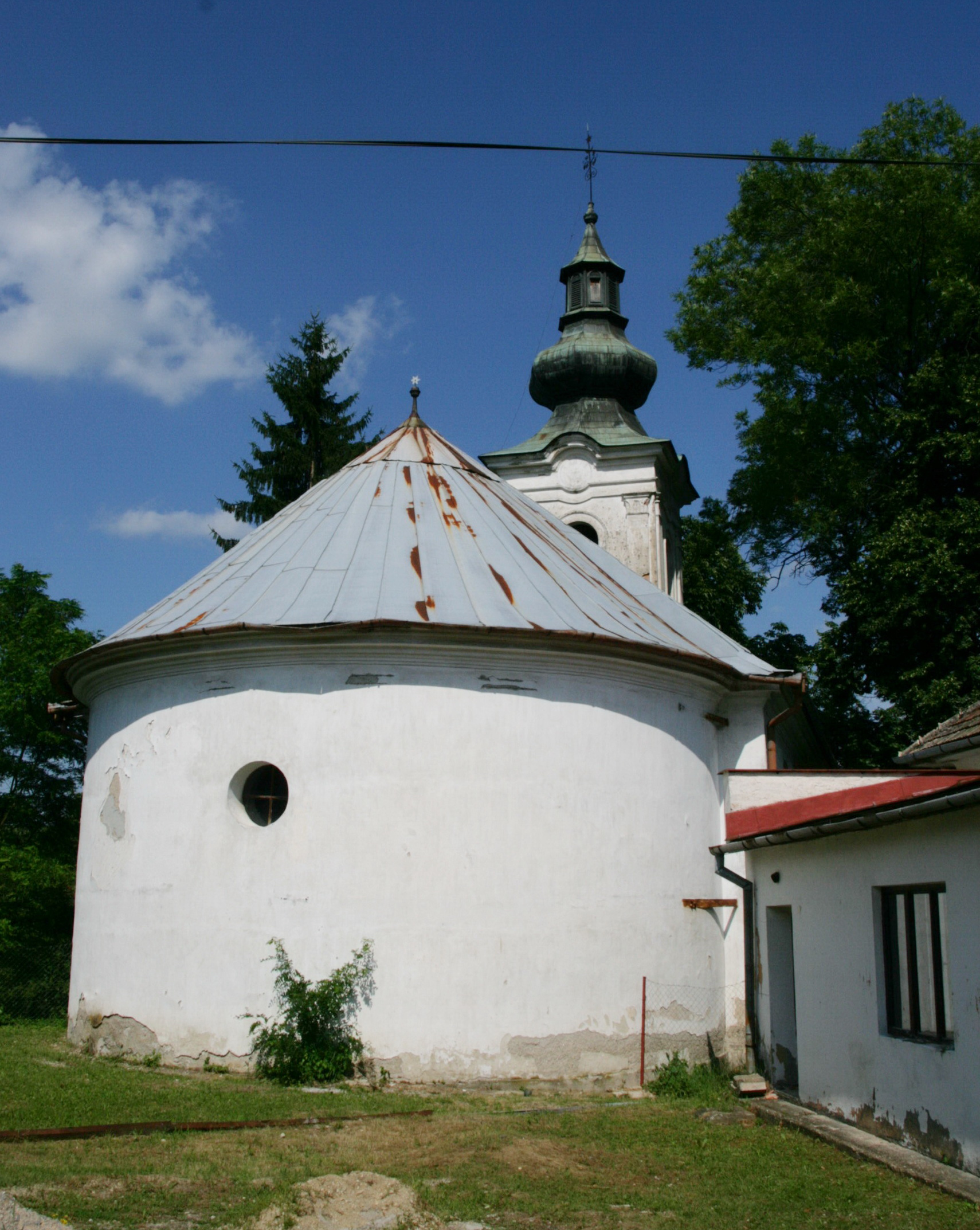
Zabytkowy kościół ewangelicki z 1842

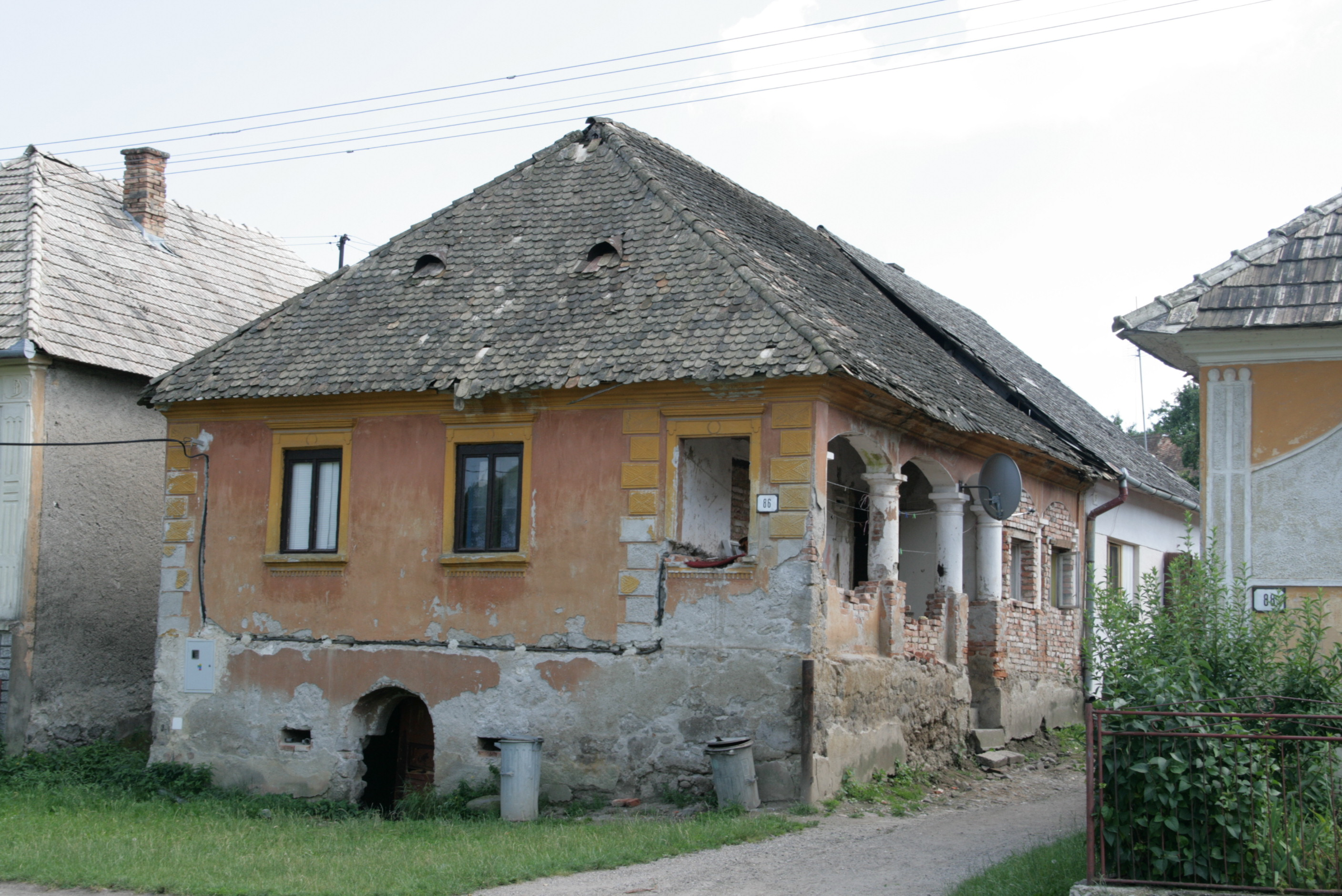
Stary dom

Dražice (węg. Perjése) – wieś (obec) na Słowacji położona w kraju bańskobystrzyckim, w powiecie Rymawska Sobota. Leży 10 km na północny wschód od Rymawskiej Soboty.

## Ludność
Według danych z dnia 31 grudnia 2012, wieś zamieszkiwało 266 osób, w tym 140 kobiet i 126 mężczyzn.
W 2001 roku rozkład populacji względem narodowości i przynależności etnicznej wyglądał następująco:
- Słowacy – 34,1%
- Czesi – 0,92%
- Węgrzy – 64,98%

Ze względu na wyznawaną religię struktura mieszkańców kształtowała się w 2001 roku następująco:
- Katolicy rzymscy – 35,48%
- Grekokatolicy – 1,84%
- Ewangelicy – 47,47%
- Ateiści – 11,98%

## Historia
Pierwsze wzmianki o miejscowości pochodzą z roku 1323. Nazwa na przestrzeni wieków zmieniała się: Peryese (1323), Perieze (1393), Darsicze (1773), Dražice (1808); węgierska nazwa to Perjése.
Wieś należała pierwotnie do zamku Blh (którego ruiny znajdują się we wsi Veľký Blh). Później od XVI w. właścicielem był ród Széchy, a od XVII w. należał do "państwa" murańskiego. Podczas wojen w XVII i XVIII w. wieś ucierpiała od przemarszów wojsk. W 1427 wieś liczyła 17 gospodarstw. W 1828 mieszkało tu 567 osób w 71 domach. Zajmowali się rolnictwem, sadownictwem i uprawą winorośli. W latach 1938–1944 wieś została przyłączona do Węgier. W 1957 utworzono spółdzielnię rolniczą (JRD).

## Kościół
We wsi znajduje się klasycystyczny kościół ewangelicki z 1842. W ołtarzu z 1927 umieszczony jest obraz Janka Alexyego.